# 伊予鉄道横河原線
横河原線（よこがわらせん）は、愛媛県松山市の松山市駅から愛媛県東温市の横河原駅までを結ぶ伊予鉄道の鉄道路線である。
松山東郊に延び、沿線には四国第四十九番霊場の浄土寺や、愛媛大学医学部附属病院などがある。
全線にわたって単線で多くの交換駅がある。起点の松山市駅で高浜線との直通運転を実施している。

## 路線データ
- 路線距離（営業キロ）：13.2km
- 軌間：1067mm
- 駅数：15駅（起終点駅含む）
- 複線区間：なし（全線単線）
- 電化区間：全線（直流750V）
- 閉塞方式：自動閉塞式
- 最高速度：65km/h[1]
- 車両基地：古町車両工場（最寄駅・高浜線古町駅）
- 最大連結車両数：4両

## 沿線概要
起点の松山市駅を発車した列車は南東へと進路をとり、松山市都心部を走る。都心部を抜けると松山市を東西に走る石手川を渡るが、その橋梁上には石手川公園駅が設置されており、これは全国的にも珍しい。石手川公園駅を過ぎるとそれまでとは一転して住宅街が広がり、砥部方面へ向かうバスの接続拠点となるいよ立花駅に到着する。同駅からはかつて森松線という路線が分岐していた。
いよ立花駅を過ぎると直線区間が続き、次の福音寺駅までの区間は横河原線内で最も駅間距離が長いということもあり列車は快走する。続く北久米駅で直線区間は終わり、左手から見えてきた愛媛県道334号線（小松街道）と並走をして久米駅に至る。久米駅は伊予鉄道によって交通結節点とされており、南側に広がる公共交通空白地帯とを結ぶ電車連絡バスが発着している。駅付近にある四国八十八箇所霊場の西林寺を訪ねる際に利用できる。
久米を出ても列車はそのまま小松街道と並走をしながら、鷹ノ子・平井と住宅街の中を進む。平井駅で小松街道に別れを告げ、小野川を渡ると、今度は愛媛県道209号線（讃岐街道）と並走をして梅本駅に到着する。この駅も久米駅と同じく交通結節点とされており、付近にある国立四国がんセンターや大型商業施設などとを結ぶ電車連絡バスが運行されている。梅本を出ると東温市に入り、讃岐街道と別れるとすぐに愛媛県営牛渕団地の最寄り駅となる牛渕団地前駅に到着する。
牛渕団地前駅と続く牛渕駅の周辺には田園が広がるが、それもつかのま、旧重信町の中心部となる田窪駅あたりから再び住宅街の中へと入る。東温市役所の最寄り駅である次の見奈良駅では、北東方向へと大きく進路を変え、そのまま愛大医学部南口駅を過ぎると、終点の横河原駅に達する。

## 運行形態
普通列車のみで、ほとんどの列車が高浜線と直通運転している。昼間時間帯で15分間隔の運転である。
平日の朝のラッシュ時間帯は3 - 4両編成、平日日中および日曜祝日は2 - 3両編成となる。ワンマン運転は行っていない。
なお、毎年8月第1（または第2）日曜日に行われる松山港まつり・三津浜花火大会開催時は松山市駅23:21発まで終電が延長される。

## 歴史
地元からの要望に応じて開業した。しかし沿線からの株式調達失敗、兄弟路線と言える森松線の沿道有志による会社設立が難航、という経緯を見ても、横河原・森松両線の前途は多難が予想された。無論、採算がおぼつかない延伸は株主の反発を招き、平井延伸は「既存路線と新規路線の独立採算」を提案することによって、ようやく株主の了解を得るに至った。つまり、横河原線の損失は高浜線の利益で補填をしない、という不思議な経営形態をとっていた。しかも株式までそれぞれの路線ごとに分かれ、当然その配当も別々という、同一会社とは思えない珍策であった。
主力路線の高浜線・郡中線が早くに電化・高速化されたのに対し、横河原・森松の両線については1950年代初頭の段階で電化するほどの需要規模ではなく、将来性や費用対効果の観点で大規模な設備投資には問題があった。このような事情から、戦後の石炭不足を何とか乗り切った両線では蒸気機関車（坊っちゃん列車）による運行が続いていた。しばらくすると燃料事情が変化して軽油が安価に供給されるようになり、同時に石炭価格が急騰したことなどを受け、巨額の設備投資を要する電化ではなく内燃機関車（ディーゼル）への転換による近代化が検討されることとなり、1954年（昭和29年）にディーゼル化された。
道路の発達によって横河原の商業圏が松山に吸収されたこと、モータリゼーションによって利用者数が減少したことなどを受けて、1965年（昭和40年）の森松線廃止に続いて、横河原線の平井 - 横河原間を廃止してバス路線へ転換することが決定された。この決定を厳しく受け止めた沿線住民によって存続運動が展開され、重信町も開発計画を立てて、伊予鉄道に対して横河原線の路線存続と電化による利用促進という積極策に転換するよう強く求めた。翌年には、重信町長が会長となって横河原線電化期成同盟会が組織され、横河原線の電化達成への運動を開始した。同年9月、伊予鉄道本社前で千数百人規模にも上る町民大会を開催して、横河原線の電化存続を訴えるなどの行動を起こしたほか、並行して利用者数の好転を図るための数々の施策（沿線への公的機関や県営団地誘致）を実行するなどした。伊予鉄道側も要望を踏まえて、電化工事についての検討を重ねた結果、「人件費が減少するばかりか、利用者の増加をうながし、世人の付託にこたえることができる」という結論に至り、路線の電化存続が決定する運びとなった。このような経緯を辿ったこともあり、伊予鉄道の他の鉄道路線に比べて電化が遅く、1960年代までディーゼル機関車が客車を牽引する姿が見られた。
その後、沿線の発展に伴って利用者数が激増し、高浜線・郡中線と肩を並べる主力路線に成長することができた。これは、廃線された森松線と対照的な結果になったといえる。
- 1893年（明治26年）5月7日 外側（現在の松山市） - 平井河原（現在の平井）間が開業。
- 1899年（明治32年）10月4日 平井河原 - 横河原間が開業[4]。
- 1902年（明治35年）6月1日 外側駅を松山駅に、平井河原駅を平井駅に改称。
- 1916年（大正5年）12月31日 伊予鉄道の伊予水力電気合併による社名変更で伊予鉄道電気の路線となる。
- 1927年（昭和2年）3月1日 松山駅を松山市駅に、立花駅を伊予立花駅（現在のいよ立花駅）に改称。
- 1931年（昭和6年）10月6日 全線の軌間を762mmから1067mmに改軌[5]。
- 1935年（昭和10年）5月1日 梅本駅開業。
- 1938年（昭和13年）9月4日 見奈良駅開業。
- 1942年（昭和17年）4月1日 伊予鉄道電気の電力事業分離により再び伊予鉄道の路線となる。
- 1954年（昭和29年）2月1日 横河原線・森松線がディーゼル化。
- 1966年（昭和41年）11月1日 田窪駅（初代）を牛渕駅に改称。
- 1967年（昭和42年）1月1日 北久米駅、田窪駅（2代）開業。
- 1967年（昭和42年）6月10日 松山市 - 平井間が電化。
- 1967年（昭和42年）10月1日 平井 - 横河原間が電化。
- 1968年（昭和43年）2月10日 福音寺駅開業。
- 1970年（昭和45年）5月1日 牛渕団地前駅開業。
- 1981年（昭和56年）8月10日 高浜線との直通運転開始[6]。同時に愛大医学部南口駅開業[6]。

## 駅一覧
全駅が愛媛県に所在する。
凡例
駅員の有無 … *：直営有人駅、+：委託有人駅、無印：終日無人駅
線路（全線単線） … ◇・∨：列車交換可、｜：列車交換不可
| 駅番号                     | 駅名             | 駅間キロ | 営業キロ | 接続路線                                                             | 駅員の有無 | 線路 | 所在地 |
| -------------------------- | ---------------- | -------- | -------- | -------------------------------------------------------------------- | ---------- | ---- | ------ |
| ■高浜線 高浜駅まで直通運転 |                  |          |          |                                                                      |            |      |        |
| IY10                       | 松山市駅         | -        | 0.0      | 伊予鉄道：■高浜線（直通運転）・■郡中線・花園線（松山市駅停留場: 01） | *          | ∨    | 松山市 |
| IY11                       | 石手川公園駅     | 0.8      | 0.8      |                                                                      |            | ｜   | 松山市 |
| IY12                       | いよ立花駅       | 0.6      | 1.4      |                                                                      | +          | ◇    | 松山市 |
| IY13                       | 福音寺駅         | 1.5      | 2.9      |                                                                      | +          | ｜   | 松山市 |
| IY14                       | 北久米駅         | 1.0      | 3.9      |                                                                      | +          | ◇    | 松山市 |
| IY15                       | 久米駅           | 0.6      | 4.5      |                                                                      | +          | ◇    | 松山市 |
| IY16                       | 鷹ノ子駅         | 1.1      | 5.6      |                                                                      | +          | ｜   | 松山市 |
| IY17                       | 平井駅           | 1.3      | 6.9      |                                                                      | +          | ◇    | 松山市 |
| IY18                       | 梅本駅           | 1.3      | 8.2      |                                                                      | *          | ◇    | 松山市 |
| IY19                       | 牛渕団地前駅     | 0.8      | 9.0      |                                                                      | +          | ◇    | 東温市 |
| IY20                       | 牛渕駅           | 1.0      | 10.0     |                                                                      |            | ｜   | 東温市 |
| IY21                       | 田窪駅           | 0.9      | 10.9     |                                                                      | +          | ｜   | 東温市 |
| IY22                       | 見奈良駅         | 0.7      | 11.6     |                                                                      | +          | ◇    | 東温市 |
| IY23                       | 愛大医学部南口駅 | 0.8      | 12.4     |                                                                      | +          | ｜   | 東温市 |
| IY24                       | 横河原駅         | 0.8      | 13.2     |                                                                      | +          | ｜   | 東温市 |

### 過去の接続路線
- いよ立花駅：伊予鉄道森松線 - 1965年12月1日廃止